# Peggy Seeger
Margaret "Peggy" Seeger (Nueva York, 17 de junio de 1935) es una cantante de folk y activista estadounidense. Es también muy conocida en Reino Unido, donde vivió durante más de 30 años, y estuvo casada con el cantante y compositor Ewan MacColl hasta su muerte en 1989.

## Período americano

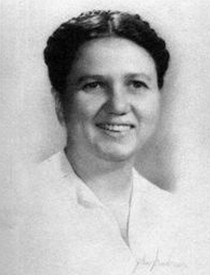
La compositora Ruth Crawford Seeger era la madre de Peggy Seeger

El padre de Peggy Seeger fue Charles Seeger (1886-1979), un importante folklorista y musicólogo; su madre, segunda mujer de Seeger, era Ruth Porter Crawford (1901-1953), una compositora modernista que fue la primera mujer en recibir una Beca Guggenheim. Uno de sus hermanos era Mike Seeger, y el conocido cantante de folk Pete Seeger era su hermanastro. Una de sus primeras grabaciones fue American Folk Songs for Children (1955).
En la década de 1950, cantantes de izquierdas como Paul Robeson y The Weavers sufrieron persecución política en su país a causa del macartismo. Peggy Seeger realizó una visita a la China Comunista y como resultado le fue retirado el pasaporte El Ministerio de Asuntos Exteriores de EE. UU., que se había opuesto a un viaje anterior a Moscú en 1957 (donde la CIA había controlado a la delegación de EE. UU.), fue enérgicamente crítico con este viaje a China en contra de la recomendación "oficial".
Las autoridades ya le habían advertido que se le confiscaría el pasaporte, lo que le impedía seguir viajando si volvía a los Estados Unidos. Por lo tanto, decidió hacer una gira por Europa, durante la cual descubrió que estaba en una lista negra enviada a los gobiernos europeos. Estando en Londres en 1956, hizo una actuación en la que se acompañaba del banjo. Allí conoció a Ewan MacColl durante un ensayo para una producción televisiva en la que ambos cantabany y se enamoraron. MacColl, que anteriormente había estado casado con la directora y actriz Joan Littlewood, dejó a su segunda mujer, Jean Newlove, para convertirse en la pareja de Peggy.
En 1958, expiró su permiso de trabajo en el Reino Unido y estuvo a punto de ser deportada. Consiguió evitarlo mediante un matrimonio acordado con el cantante folk Alex Campbell. La ceremonia se celebró en París, el 24 de enero de 1959. Este matrimonio de conveniencia permitió a Betty Seeger obtener la nacionalidad británica y continuar su relación con MacColl. Betty Seeger y Ewan MacColl se casaron más tarde, en 1977. Estuvieron juntos hasta la muerte de Ewan en 1989. Tuvieron tres hijos: Neill, Calum, y Kitty. Grabaron y publicaron varios álbumes juntos en Smithsonian Folkways Recordings, junto con los álbumes en solitario de Betty y otras colaboraciones con la familia Seeger y las hermanas Seeger.
La película documental Una Clase de Exilio es una biografía de Seeger en la que también se presenta a Ewan MacColl. La película fue dirigida y producida en 1971 por John Goldschmidt para ATV y emitida por ITV en el Reino Unido.

## Crítica social

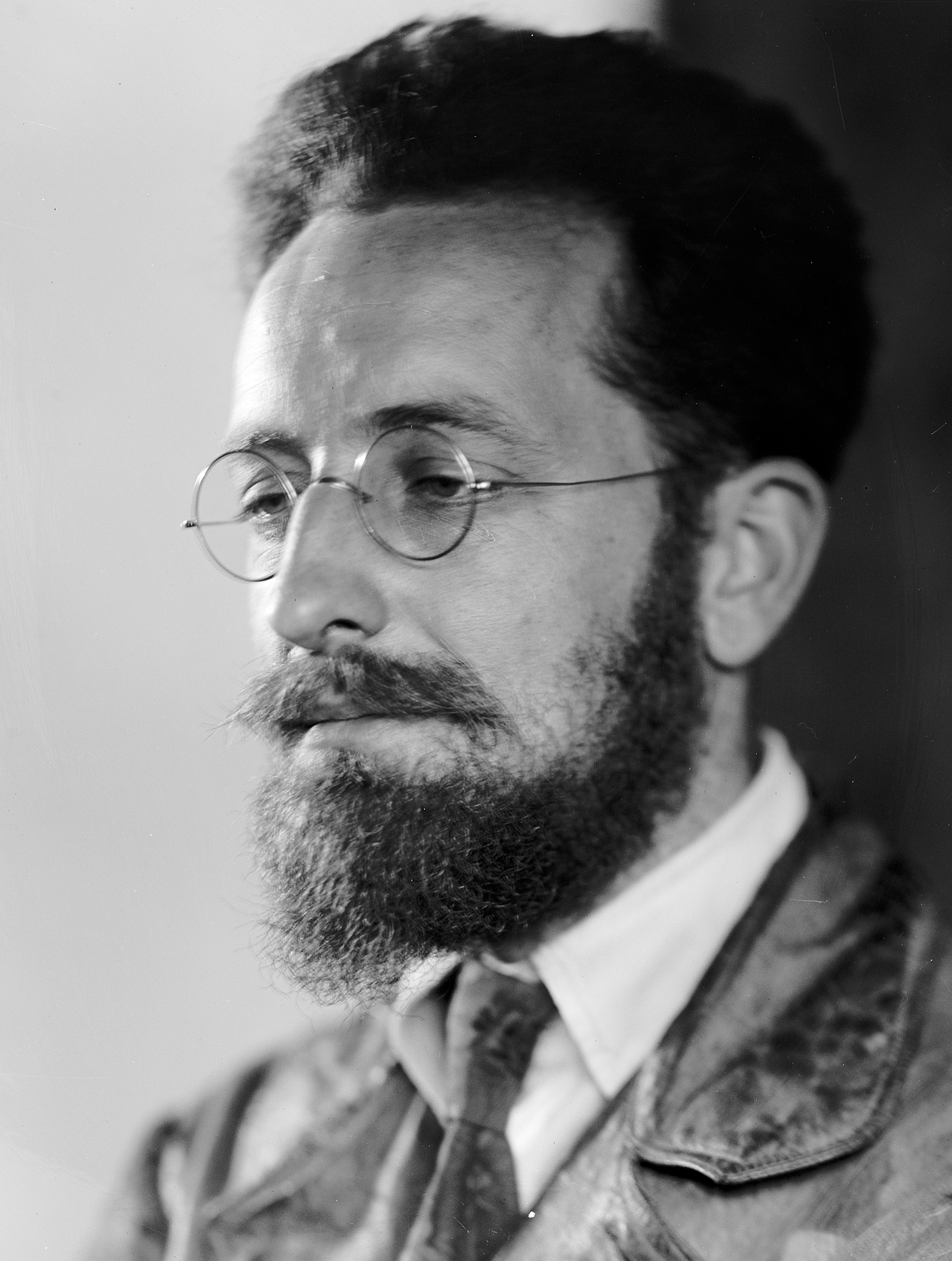
El padre de Peggy Seeger era el musicólogo Charles Seeger

Junto con MacColl, Seeger fundó The Critics Group, una "clase magistral" para jóvenes cantantes que interpretan canciones tradicionales o para componer canciones nuevas utilizando estructuras de canciones tradicionales (o, como MacColl les llamó, "técnicas de creación folk"). 
Betty Seeger, aunque también compuso canciones sobre el trabajo y en contra de la guerra, escribió principalmente canciones sobre las problemáticas de las mujeres, y muchas de ellas llegaron a ser himnos del movimiento feminista. la más memorable es I'm Gonna Be an Engineer (Voy a ser ingeniera", compuesta en 1972. Tenía dos proyectos importantes dedicados a Las Child Ballads, The Long Harvest y Blood and Roses. Visitó el Campamento pacifista de mujeres en Greenham Common, donde se protestaba  contra los misiles de crucero de Estados Unidos concentrados en aquel lugar. Para ellas escribió "Carry Greenham Home". Seeger también creó un sello discográfico, "Blackthorne Reco", de 1976 a 1988.

## En años recientes
Después de la caída de la Unión Soviética, las autoridades estadounidenses suavizaron su actitud hacia Seeger. Regresó a los Estados Unidos en 1994 para vivir en Asheville, Carolina del Norte. Seeger continuó cantando sobre reivindicaciones feministas. Uno de sus álbumes recientes más Love Will Linger On (1995). Ha publicado una colección de 150 de sus canciones anteriores a 1998.
En 2011, Seeger editó The Essential Ewan MacColl Songbook. En la introducción dio cuenta detallada de su vida con MacColl y expresó algunas diferencias de perspectiva política entre ella y Ewan.

Como ecofeminista recién llegada, creo que el tema de muchas de las canciones de este libro es muy difícil de tratar. Una eco-feminista más desarrollada probablemente no habría emprendido este libro en absoluto. Ewan era marxista, un militante, un político visceral del final de la revolución industrial. En la mayoría de sus canciones, los hombres están cavando, acuchillando, cortando, construyendo, reorganizando, violando, controlando, humanizando y siendo alabados por hacerlo por el bien de la humanidad. La humanidad y la lucha de clases fueron las principales preocupaciones de Ewan pero sus canciones tratan de HOMBRES: el trabajo de los hombres, las vidas de los hombres, las actividades de los hombres y muchas referencias veladas (y no tan veladas) al poder del pene. Incluso cuando es obvio que ambos sexos están implicados, Ewan, como yo en mis primeras canciones y como la mayoría de la gente en nuestra sociedad patriarcal, emplea los pronombres masculinos.

En 2006, Peggy Seeger se trasladó a Boston, Massachusetts, para aceptar un puesto de docente a tiempo parcial en la Northeastern University. En 2008, En 2008, comenzó a producir vídeos musicales para las campañas presidenciales, disponibles en una página de YouTube.
Después de 16 años viviendo en Estados Unidos, retornó al Reino Unido en 2010 para estar más cerca de sus hijos y ahora vive en Iffley, Oxford.
Peggy Seeger se identifica como bisexual y contribuyó al ensayo Getting Bi: Voices of Bisexuals Around the World. En el que explica su relación con Irene Pyper-Scott después de que Ewan MacColl murió.

## Discografía

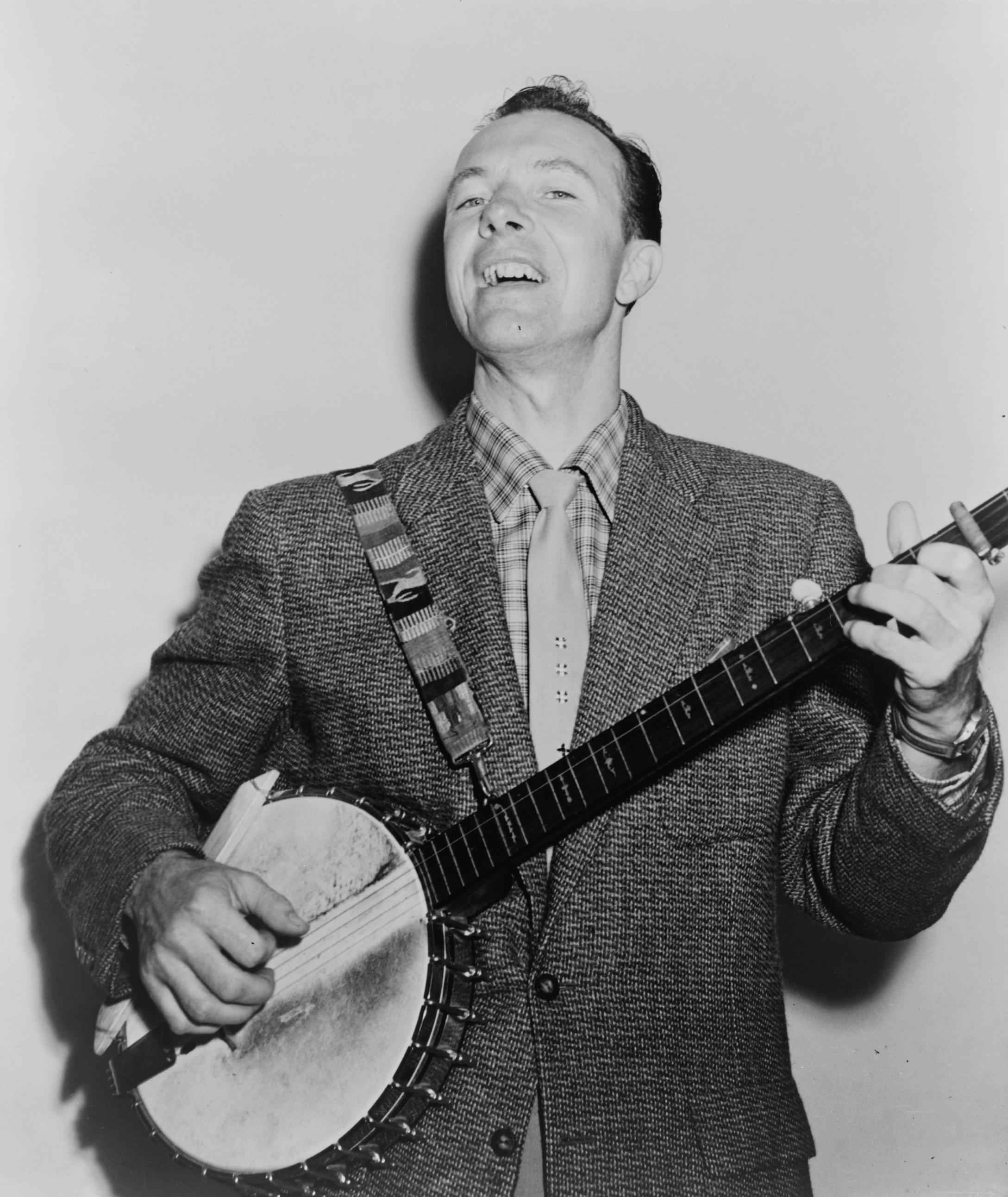
Seeger más viejo medio-el hermano era Pete Seeger (1955), también un folk músico

### Álbumes en solitario
- Folksongs of Courting and Complaint (1955)
- Animal Folksongs for Children 	(1957)
- Folksongs and Ballads 		(1957)
- A Song for You and Me      	(1962)
- Peggy Alone 	 		(1967)
- Penelope Isn't Waiting Anymore 	(1977)
- Different Therefore Equal 	(1979)
- The Folkways Years 1955 1992 Songs of Love and Politics (1992)
- Familiar Faces 			(1993)
- Songs of Love and Politics 	(1994)
- Love Will Linger On 		(1995)
- An Odd Collection 		(1996)
- Classic Peggy Seeger 		(1996)
- Period Pieces 			(1998)
- No Spring Chickens	 	(1998)
- Almost Commercially Viable 	(2000)
- Heading For Home 			(2003)
- Love Call Me Home 		(2005)
- Bring Me Home 			(2008)
- Peggy Seeger Live 		(2012)
- Everything changes 		(2014)
- First farewell 		    (2021)

### Con Ewan MacColl
- Second Shift - Industrial Ballads (1958)
- Chorus From The Gallows (1960)
- Popular Scottish Songs (1960)
- New Briton Gazette, Vol. 1 (1960)
- Classic Scots Ballads (1961)
- Bothy Ballads of Scotland (1961)
- Two Way Trip (1961)
- New Briton Gazette, Vol. 2 (1962)
- Jacobite Songs – The Two Rebellions 1715 and 1745 (1962)
- Steam Whistle Ballads (1964)
- Traditional Songs and Ballads (1964)
- The Amorous Muse (1966)
- The Manchester Angel (1966)
- The Long Harvest 1 (1966)
- The Long Harvest 2 (1967)
- The Long Harvest 3 (1968)
- The Angry Muse (1968)
- The Long Harvest 4 (1969)
- The Long Harvest 5 (1970)
- The World Of Ewan MacColl And Peggy Seeger (1970)
- The Long Harvest 6 (1971)
- The Long Harvest 7 (1972)
- The World Of Ewan MacColl And Peggy Seeger Vol. 2 - Songs from Radio Ballads (1972)
- At The Present Moment (1972)
- Folkways Record of Contemporary Songs  (1973)
- The Long Harvest 8 (1973)
- The Long Harvest 9 (1974)
- The Long Harvest 10 (1975)
- Saturday Night at The Bull and Mouth (1977)
- Cold Snap (1977)
- Hot Blast (1978)
- Blood and Roses (1979)
- Kilroy Was Here (1980)
- Blood and Roses 2 (1981)
- Blood and Roses 3 (1982)
- Blood and Roses 4 (1982)
- Blood and Roses 5 (1983)
- Freeborn Man (1983) [reissued 1989]
- Daddy, What did You Do in The Strike? (1984) [casete miniálbum]
- White Wind, Black Tide - Anti-Apartheid Songs (1986) [casete album]
- Items of News (1986)

### Con Mike Seeger
- American Folk Songs Sung by the Seegers (1957)
- Peggy 'n' Mike 			(1967)
- American Folksongs for Children (1977)
- American Folk Songs for Christmas 	(1990)
- Fly Down Little Bird  (2011)